# Längtan (musikalbum av Timoteij)
Längtan är den svenska gruppen Timoteijs debutalbum. Första singeln ut var Kom, skriven och producerad av Niclas Arn, Karl Eurén och Gustav Eurén, och nådde som högst andraplats på den svenska singellistan. Kom vann den tredje semifinalen av Melodifestivalen 2010 och femma i den nationella finalen.

## Låtlista
1. "Högt över ängarna" – 3:55
2. "Vild" – 3:30
3. "Feber" – 3:04
4. "Kom" – 2:58
5. "Glöm mig" – 2:58
6. "Dansar i månens sken" (urspr. med Suzzies orkester) – 3:41
7. "Vända med vinden" (feat. Alexander Rybak) – 3:33
8. "Ingen idé" – 3:56
9. "Drömmarnas land" – 2:51
10. "Fånga dagen" – 3:55
11. "Längtan" – 3:04

## Utgivning
| Region  | Datum         | Skivmärke                           | Format                  | Katalog         |
| ------- | ------------- | ----------------------------------- | ----------------------- | --------------- |
| Sverige | 28 april 2010 | Lionheart International (Universal) | CD, digital nedladdning | UNI-LHICD -0108 |

## Listplaceringar och certifikat
| Lista   | Topplacering | Veckor | Certifikat | Sålda exemplar |
| ------- | ------------ | ------ | ---------- | -------------- |
| Sverige | 1            | 18     | Guld       | ~20.000        |